# Kahi
Kahi (persiska: کهی) är en ort i Afghanistan. Den ligger i provinsen Nangarhar, i den östra delen av landet. Kahi ligger 972 meter över havet och antalet invånare är 15 098.
Kahi är administrativt centrum för distriktet Achin.